# Мир, Фатима
Фатима Мир (англ. Fatima Meer; 12 августа 1928, Дурбан, Южно-Африканский Союз — 12 марта 2010, там же) — южноафриканская писательница, учёная, просветительница, сценаристка, общественная деятельница, правозащитница и видная активистка движения против апартеида.
С середины XX века была одной из виднейших женщин-политических лидеров в Южной Африке. Играла важную роль в цементировании связей между индийской общиной и Африканским национальным конгрессом во время борьбы с режимом апартеида, а после его падения сконцентрировалась на помощи представителям угнетённых классов.

## Ранние годы
Фатима Мир родилась в семье из девяти человек среднего достатка; её отец Муса Исмаил Мир, редактор газеты The Indian Views, внушил ей сознание расовой дискриминации, существовавшей в страна. Её мать, Рэйчел Фаррелл была сиротой еврейско-португальского происхождения и стала второй женой Мира, приняв ислам и сменив имя на Амину.
Когда Фатиме было 16 лет в 1944 году, она участвовала в сборе 1000 фунтов стерлингов для помощи голодающим в Бенгалии. Ещё учась в индийской женской школе в Дурбане, она начала общественную деятельность; она мобилизовала учащихся в Комитет по пассивному сопротивлению студентов, чтобы собрать средства для кампании пассивного сопротивления индийской общины с 1946 по 1948 год. Этот комитет привёл её к встрече с Юсуфом Даду, Монти Найкером и Кесавелу Гунам.
Затем она в течение одного года посещала Витватерсрандский университет, где вступила в троцкистскую группу, связанную с Движением неевропейского единства (NEUM, в рамках которого продолжали подпольно работать троцкисты из Рабочей партии Южной Африки). Она поступила в Натальский университет, где получила степени бакалавра и магистра в области социологии.

## Политическая активистка
Фатима Мир и Кесавелоо Гунам стали первыми женщинами, избранными в руководство Индийского конгресса Наталя в 1950 году. 4 октября 1952 года Мир в составе группы из 70 женщин участвовала в основании женской лиги Дурбана и округа — организации с целью наведения альянсов между африканцами и индейцами посое расовых бунтов 1949 года. Председателем лиги стала Берта Мхизе, а секретарём — Мир. Лига вела такую деятельность, как организация яслей, бесплатная раздача молока, сбор средств для африканцев, пострадавших от торнадо в Спрингсе или наводнения на озере Си-Коу.
Активность Мир выросла в ответ на приход к власти Национальной партии и начала политики апартеида; в итоге власти, в соответствии с принятым ими законом о борьбе с коммунизмом, в 1952 году на 3 года запретили ей всякую общественно-политическую деятельность. 17 апреля 1954 года в Йоханнесбурге она вместе с активистками профсоюзного движения и Южно-африканской коммунистической партии была среди учредительниц Федерации южноафриканских женщин (FEDSAW), которая стала инициатором исторического Женского марша на правительственные здания в Претории 9 августа (одним из лидеров марша женщин выступила Фатима Мир) В том же году она организует комитет по сбору средств на залог и поддержку семьи политических лидеров Наталя, преследуемым на политических процессах.
В 1960-х годах она организовала под тюрьмой Дурбана ночные бдения в знак протеста против массовых внесудебных задержаний активистов борьбы против апартеида, а также под руководством сподвижницы Ганди Сушилы Найяр выступала организатором недельного бдения в поселении Ганди в Фениксе. В 1970-е годы она начала поддерживать идеологию чёрного самосознания Южноафриканской студенческой организации (SASO), возглавляемой Стивом Бико.
В 1975 году Фатима Мир стала соучредителем Федерации чернокожих женщин (BWF) вместе с Винни Манделой и первой возглавила организацию. Год спустя последовал очередной запрет на её деятельность, на этот раз на пять лет, в ответ на её речь «Двадцать пять лет правления апартеида». В июне 1976 года, после восстания в Соуэто, 11 активисток BWF были арестованы и задержаны в соответствии с разделом 6 Закона о терроризме. Их поместили в одиночные камеры в тюрьме форта в Йоханнесбурге. Вскоре после освобождения из-под стражи Мир едва пережила попытку убийства, когда на неё было совершено покушение (обстрелян дом её семьи в Дурбане), но уцелела. Её сын Рашид отправился в изгнание, а на неё снова напали, обвинив в атаках Движение чёрного сознания и Партию свободы Инката.
В 1980-х годах Мир занималась построением Координационного комитета организаций чернокожих (индийских, цветных, африканских). Она отказалась от предложения занять место в парламенте в 1994 году, отдавая предпочтение неправительственной работе. В мае 1999 года Фатима основала Группу обеспокоенных граждан (CCG), чтобы убедить индийцев не голосовать за белые экономически либеральные партии на следующих выборах.
Была активна и на международной арене, участвовала в акциях протеста против притеснений палестинцев, вторжений США в Афганистан и Иран, а также в кампании Jubilee 2000 за списание долгов странам третьего мира. Пожалуй, особенно спорными были её решительная поддержка Иранской революции и бойкот поездки Салмана Рушди в ЮАР в 1998 году из-за обвинений того в богохульничестве.

## Благотворительная деятельность
Опубликовав свою книгу под названием «Портрет индийских южноафриканцев» в 1969 году, она пожертвовала все доходы от продаж на нужды строительства музея и клиники им. Ганди. Помогала операции по спасению 10 000 индийских жертв наводнения в Тин-Таун на берегу реки Умджени. Мир организовала временное жильё в палатках, гуманитарную помощь и одежду, а затем успешно договорилась о постоянном поселении для них в Фениксе. Она также была учредителем и лидером Natal Education Trust, занимающегося строительством школ в Умлази, Порт-Шепстоуне и Инанде.
В 1979 году она основала колледж в доме Ганди в Фениксе для обучения чернокожих африканцев, и сопутствующий центр ремёсел (где учили трафаретной печати, шитью, вышивке и вязанию для безработных) — они были закрыты в 1982 году после задержания Фатимы. Она организовала стипендии для учёбы в США и изучения медицины и политических наук в Индии (последняя стала возможна благодаря сотрудничеству с Индирой Ганди).
В 1992 году Фатима Мир основала группу, призванную удовлетворить потребности нуждавшихся жителей лачуг и трудовых мигрантов из сельской местности в чистой воде, санитарии и надлежащем поселении. В Ханье ей в 1993 году был запущен школьный проект подготовительных классов для детей из неблагополучных условий, а в 1996 году — центр по обучению 150 африканских женщин кройке, шитью, грамоте для взрослых и управлению своим делом.

## Учёная и писательница
Фатима Мир была преподавательницей социологии и сотрудницей Натальского университета с 1956 по 1988 год, став первым небелым человеком, занявшим эту должность. Она также была приглашённым профессором в ряде зарубежных университетов. Мир стала действительным членом Лондонской школы экономики и получила три почётные докторские степени: по философии в Суортмор-колледже (1984), по гуманитарным наукам в Беннет-колледже (1994, оба в США), по общественным наукам в Натальском университете в ЮАР (1998).
Она основала Институт чёрных исследований (IBR), ставший в 1972 году научно-исследовательским и издательским учреждением и образовательной неправительственной организацией.
Как автор, редактор и составитель она выпустила более 40 книг — художественных, публицистических, научных, включая первую авторизованную биографию Нельсона Манделы — «Выше надежды» (Higher than Hope, 1988), переведённую на более чем дюжину языков.

## Смерть и наследие
Фатима Мир скончалась в больнице Святого Августина в Дурбане 12 марта 2010 года в возрасте 81 года от инсульта, который перенесла двумя неделями ранее. Её биография под названием «Голоса освобождения» (Voices of Liberation) за авторством Ширин Хассим ивышла в 2019 году. Живопись и рисунки Мир выставлялись на Конституционном холме с августа 2017 года. Отмечена многими наградами, включая серебряный орден Лутули (2017, посмертно).

## Избранная библиография
- Portrait of Indian South Africans (1969)
- The Apprenticeship of a Mahatma (1970)
- Race and Suicide in South Africa (1976)
- Towards Understanding Iran Today (1985)
- Resistance in the Townships (1989)
- Higher than Hope (1990)
- The South African Gandhi: The Speeches and Writings of M.K. Gandhi (1996)
- Passive Resistance, 1946: A Selection of Documents (1996)
- Fatima Meer: Memories of Love and Struggle (2017)